# ميغيل أوليفيرا (دراجات نارية)
ميغيل أوليفيرا (بالبرتغالية: Miguel Oliveira) مواليد 4 يناير 1995 في ألمادا، هو متسابق دراجات نارية برتغالي. نافس في سباقات بطولة العالم لفئة 125 سي سي.

## النتائج

### حسب الموسم
| الموسم | الفئة     | الدراجة    | السباق | الفوز | المنصة | الإنطلاق | أسرع لفة | النقاط | الترتيب |
| ------ | --------- | ---------- | ------ | ----- | ------ | -------- | -------- | ------ | ------- |
| 2011   | 125 سي سي | أبريليا    | 11     | 0     | 0      | 0        | 0        | 44     | 14      |
| 2012   | موتو 3    | سوتر هوندا | 17     | 0     | 2      | 0        | 0        | 114    | 8       |
| 2013   | موتو 3    | ماهيندرا   | 17     | 0     | 1      | 1        | 3        | 150    | 6       |
| 2014   | موتو 3    | ماهيندرا   | 17     | 0     | 1      | 0        | 0        | 110    | 10      |
| 2015   | موتو 3    | كي تي إم   | 17     | 6     | 9      | 1        | 3        | 254    | 2       |
| إجمالي |           |            | 79     | 6     | 13     | 2        | 6        | 672    |         |

### السباقات حسب السنة
(مفتاح)
| السنة | الفئة     | الدراجة    | 1      | 2               | 3              | 4          | 5             | 6           | 7           | 8          | 9            | 10         | 11         | 12            | 13            | 14        | 15           | 16         | 17           | 18       | مركز | نقاط |
| ----- | --------- | ---------- | ------ | --------------- | -------------- | ---------- | ------------- | ----------- | ----------- | ---------- | ------------ | ---------- | ---------- | ------------- | ------------- | --------- | ------------ | ---------- | ------------ | -------- | ---- | ---- |
| 2011  | 125 سي سي | أبريليا    | قطر 10 | إسبانيا ل.ين    | البرتغال 7     | فرنسا 9    | كتالونيا ل.ين | بريطانيا    | هولندا      | إيطاليا 8  | ألمانيا ل.ين | تشيك 23    | إنديانا 8  | سان مارينو 10 | أرغون ل.ين    | اليابان   | أستراليا     | ماليزيا    | بلنسية       |          | 14   | 44   |
| 2012  | موتو 3    | سوتر هوندا | قطر 5  | إسبانيا ل.ين    | البرتغال ل.ين  | فرنسا ل.ين | كتالونيا 3    | بريطانيا 10 | هولندا 10   | ألمانيا 19 | إيطاليا ل.ين | إنديانا 4  | تشيك 9     | سان مارينو 9  | أرغون 8       | اليابان 7 | ماليزيا 5    | أستراليا 2 | بلنسية ل.ين  |          | 8    | 114  |
| 2013  | موتو 3    | ماهيندرا   | قطر 7  | الأمريكتان 5    | إسبانيا 16     | فرنسا ل.ين | إيطاليا 4     | كتالونيا 6  | هولندا 4    | ألمانيا 4  | إنديانا 8    | تشيك 9     | بريطانيا 5 | سان مارينو 7  | أرغون 5       | ماليزيا 3 | أستراليا 26  | اليابان 4  | بلنسية 10    |          | 6    | 150  |
| 2014  | موتو 3    | ماهيندرا   | قطر 4  | الأمريكتان 15   | الأرجنتين ل.يب | إسبانيا 14 | فرنسا 12      | إيطاليا 4   | كتالونيا 12 | هولندا 3   | ألمانيا ل.ين | إنديانا 7  | تشيك 7     | بريطانيا 4    | سان مارينو 22 | أرغون 7   | اليابان ل.ين | أستراليا 7 | ماليزيا ل.ين | بلنسية 8 | 10   | 110  |
| 2015  | موتو 3    | كي تي إم   | قطر 16 | الأمريكتان ل.ين | الأرجنتين 4    | إسبانيا 2  | فرنسا 8       | إيطاليا 1   | كتالونيا 5  | هولندا 1   | ألمانيا ل.يب | إنديانا 15 | تشيك 8     | بريطانيا 13   | سان مارينو 2  | أرغون 1   | اليابان 2    | أستراليا 1 | ماليزيا 1    | بلنسية 1 | 2    | 254  |

## وصلات خارجية
- ميغيل أوليفيرا على موقع MotoGP.com (الإنجليزية)
- ميغيل أوليفيرا على موقع AS.com (الإسبانية)

- الموقع الرسمي